# Clubiona pupillaris
Clubiona pupillaris este o specie de păianjeni din genul Clubiona, familia Clubionidae, descrisă de Lawrence, 1938. Conform Catalogue of Life specia Clubiona pupillaris nu are subspecii cunoscute.